# Balkan (provins)

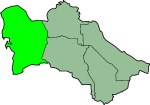
Balkans läge i Turkmenistan

Balkan (turkmeniska: Balkan welaýaty, Балкан велаяты) är en provins (welayat) i Turkmenistan vars huvudstad heter Nebitdag. Provinsen har 553 500 invånare (uppskattat 2005) på en yta av 139 270 km². Provinsen ligger i östra Turkmenistan och gränsar till Uzbekistan, Kazakstan, Kaspiska havet och Iran. 

## Distrikt
Provinsen är indelad i 6 distrikt (etraplar; singular etrap) och 7 städer (il)  :
- Distrikt
  - Bereket
  - Esenguly
  - Etrek
  - Magtymguly
  - Serdar
  - Türkmenbaşy

- Städer
  - Nebitdag
  - Bereket
  - Garabogaz
  - Gumdag
  - Hazar
  - Serdar
  - Türkmenbaşy